# Heliangelus exortis
Heliangelus exortis là một loài chim trong họ Trochilidae.